# كلير كيرستن
كلير كيرستن (بالإنجليزية: Claire Kersten)‏ هي لاعبة كرة الشبكة نيوزيلندية، ولدت في 9 يوليو 1989.